# Carlos Andrade Souza
Carlos Andrade Souza, más conocido como Carlinhos, (Vitória da Conquista, Bahia, Brasil; 23 de enero de 1987) es un futbolista brasileño. Su posición natural es la de lateral izquierdo, sin embargo su despliegue físico y técnico le permite ocupar las posiciones de extremo o volante por aquella banda con facilidad. Actualmente pertenece a la plantilla del Internacional de la Campeonato Brasileño de Serie B.

## Trayectoria

### Santos
Comenzó su carrera en el Santos, con 18 años de edad. Fue convocado el año 2006 por primera vez a la Selección de fútbol de Brasil, para un amistoso frente a la selección suiza, pero no ingreso al campo. Fue convocado ese mismo año a la selección brasileña sub-20, disputando 7 partidos. Participó del Campeonato Sudamericano Sub 20 del año 2007 en Paraguay, mas no fue considerado para la plantilla final que disputó la Copa Mundial de Fútbol Juvenil de 2007.
Juega muy pocos partidos de titular en sus primeros años de carrera, opacado por el titular de aquella época en el cuadro santista Kléber. 
Durante el periodo de Vanderlei Luxemburgo en el Santos, Carlinhos presentó una baja de rendimiento, por lo que fue públicamente criticado por el entrenador de tener exceso de confianza y creerse estrella. Luxemburgo le recomendó dejar la vanidad de lado, dándole algunos partidos de titular.

### Cruzeiro y Mirassol
El año 2008, debido a que sus oportunidades de jugar no habían mejorado, fue enviado a préstamo por el resto del año al Cruzeiro, donde tendría pocas oportunidades. El año 2009, fue nuevamente enviado a préstamo, esta vez al Mirassol del Campeonato Paulista. Sin embargo, solo disputaría 3 partidos, ya que una seria lesión acabó tempranamente con su temporada, quedando lastimado el resto del año.

### Santo André
El año 2010, se termina su vínculo con el Santos, quien no le renovó contrato. Ficha como jugador libre por el Santo André. En este equipo fue una de las grandes figuras de la campaña del Campeonato Paulista de 2010, en el cual Santo André caería en la final frente al Santos. Sus grandes actuaciones llamaron la atención de los clubes de la Serie A de Brasil.

### Fluminense
El segundo semestre del año 2010, ficha por Fluminense, en el cual consigue hacerse rápidamente de la plaza de titular. Junto al cuadro de Río de Janeiro se corona campeón del Brasileirão de 2010, siendo titular y gran figura de la campaña. Cabe destacar que hizo el centro que resultó en el gol de Emerson frente a Guaraní, por la última fecha del Brasileirão. El partido terminaría 1 a 0, dándole el título al Flu luego de 26 años de sequía en la máxima división del Brasil.
El año 2012, fue definido por el mismo jugador como el mejor de su carrera. Consiguió, el título del Brasileirão 2012, siendo este el segundo de su carrera. A esto se suma los títulos del Campeonato Carioca, la Taça Guanabara y el Troféu Luiz Penido, todos a nivel estatal.

## Selección nacional
Carlinhos fue convocado por primera vez por la Seleçao el año 2006, para un partido de carácter amistoso frente a Suiza, partido disputado el 15 de noviembre del mismo año. Carlinhos no ingreso en aquel partido. Seis años más tarde, volvería a ser convocado, esta vez para disputar el Superclásico de las Américas frente a la Argentina. En el encuentro de ida, ganado por Brasil como local por 2 a 1, no ingreso. En el encuentro de vuelta, jugado en Argentina, Carlinhos hizo su debut por la selección, ingresando al minuto 62, en reemplazo de Fábio Santos. En el partido Brasil cayó 2 a 1, debiéndose definir por penales. Carlinhos ejecutó el tercer penal brasileño, siendo este atajado por el arquero albiceleste Agustín Orión. Finalmente, Brasil vencería 4 a 3 en penales, coronándose campeón.

## Clubes
| Club          | País   | Año       |
| ------------- | ------ | --------- |
| Santos        | Brasil | 2006-2009 |
| Cruzeiro      | Brasil | 2008      |
| Mirassol      | Brasil | 2009-2010 |
| Santo André   | Brasil | 2010      |
| Fluminense    | Brasil | 2010-2014 |
| São Paulo     | Brasil | 2015-2016 |
| Internacional | Brasil | 2017-     |

## Palmarés

### Campeonatos Regionales
| Título              | Club       | País   | Año  |
| ------------------- | ---------- | ------ | ---- |
| Campeonato Paulista | Santos     | Brasil | 2006 |
| Campeonato Paulista | Santos     | Brasil | 2007 |
| Campeonato Carioca  | Fluminense | Brasil | 2012 |
| Taça Guanabara      | Fluminense | Brasil | 2012 |

### Campeonatos nacionales
| Título  | Club       | País   | Año  |
| ------- | ---------- | ------ | ---- |
| Serie A | Fluminense | Brasil | 2010 |
| Serie A | Fluminense | Brasil | 2012 |

### Copas internacionales
| Título                       | Equipo                        | País   | Año  |
| ---------------------------- | ----------------------------- | ------ | ---- |
| Superclásico de las Américas | Selección de fútbol de Brasil | Brasil | 2012 |

### Distinciones individuales
| Distinción                                     | Año  |
| ---------------------------------------------- | ---- |
| Mejor lateral izquierdo del Campeonato Carioca | 2012 |
| Premio Craque do Brasileirão                   | 2012 |
| Bola de Prata                                  | 2012 |

- Datos: Q1091521
- Multimedia: Carlos Andrade Souza / Q1091521